# Gustaw Marek Brzezin
Gustaw Marek Brzezin (ur. 13 lipca 1958 w Ostródzie) – polski samorządowiec i nauczyciel, w latach 2012–2014 wicemarszałek, a od 2014 do 2023 marszałek województwa warmińsko-mazurskiego, senator XI kadencji.

## Życiorys
Syn Gustawa i Heleny. Ukończył Akademię Rolniczo-Techniczną w Olsztynie. Odbył studia podyplomowe w zakresie produkcji roślinnej w Szkole Głównej Gospodarstwa Wiejskiego w Warszawie, administracji i zarządzania na Uniwersytecie Warmińsko-Mazurskim oraz MBA w Collegium Humanum – Szkole Głównej Menedżerskiej w Warszawie. W 2011 uzyskał na UWM stopień naukowy doktora nauk rolniczych w oparciu o rozprawę pt. Rola wsiewek międzyplonowych w łagodzeniu skutków upraszczania płodozmianów z udziałem jęczmienia jarego. W 1984 podjął pracę nauczyciela przedmiotów zawodowych w Zespole Szkół Rolniczych w Ostródzie. W 1999 został przewodniczącym Związku Gmin Regionu Ostródzko-Iławskiego „Czyste Środowisko”.
Wstąpił do Polskiego Stronnictwa Ludowego. W październiku 2016 został prezesem regionalnych struktur tej partii.
W wyborach parlamentarnych w 1997 bez powodzenia ubiegał się o mandat poselski z listy PSL w województwie olsztyńskim (otrzymał 683 głosy). W 1998 został wójtem gminy Ostróda. Utrzymał stanowisko w pierwszych bezpośrednich wyborach w 2002, uzyskując 4004 głosów (81,85%). Reelekcje uzyskiwał w 2006 i w 2010, zdobywając odpowiednio 2698 (53,01%) i 3632 głosów (60,61%). Z pełnionej funkcji zrezygnował w 2012 w związku z wyborem na wicemarszałka województwa warmińsko-mazurskiego.
W 2014 został wybrany do sejmiku warmińsko-mazurskiego V kadencji. 12 grudnia powołany na stanowisko marszałka w nowym zarządzie województwa, zastępując na tej funkcji Jacka Protasa. W 2018 utrzymał mandat radnego wojewódzkiego na kolejną kadencję. 4 grudnia po raz drugi został marszałkiem województwa.
W wyborach w 2023 wystartował do Senatu z ramienia koalicji Trzecia Droga (w ramach paktu senackiego) w okręgu nr 85. Uzyskał mandat senatora XI kadencji, otrzymując 73 391 głosów. W konsekwencji zakończył pełnienie funkcji marszałka województwa.

## Odznaczenia i wyróżnienia
- Krzyż Oficerski Orderu Odrodzenia Polski (2020)[16][17]
- Złoty Krzyż Zasługi (2011)[18]
- Brązowy Medal „Za zasługi dla obronności kraju”
- Brązowy i Złoty Medal „Za Zasługi dla Pożarnictwa”
- Srebrny Medal „Opiekun Miejsc Pamięci Narodowej”
- Srebrny Medal za Długoletnią Służbę
- Odznaka honorowa „Zasłużony dla Rolnictwa”
- Odznaka „Za Zasługi dla Związku Kombatantów RP i Byłych Więźniów Politycznych”
- Brązowa i Srebrna (2010)[19] Odznaka „Zasłużony dla Ochrony Przeciwpożarowej”
- Brązowa Odznaka „Za Zasługi dla Sportu”
- Odznaka „Zasłużony Działacz LZS”
- Honorowa Odznaka Rzemiosła
- Odznaka Honorowa PCK III stopnia
- Odznaka Honorowa za Zasługi dla Województwa Warmińsko-Mazurskiego[20]
- Krzyż Oficerski Orderu „Za Zasługi dla Litwy” (Litwa, 2022)[21]